# Acoelorrhaphe wrightii
Acoelorrhaphe wrightii là loài thực vật có hoa thuộc họ Arecaceae. Loài này được (Griseb. & H.Wendl.) H.Wendl. ex Becc. mô tả khoa học đầu tiên năm 1907.

## Hình ảnh

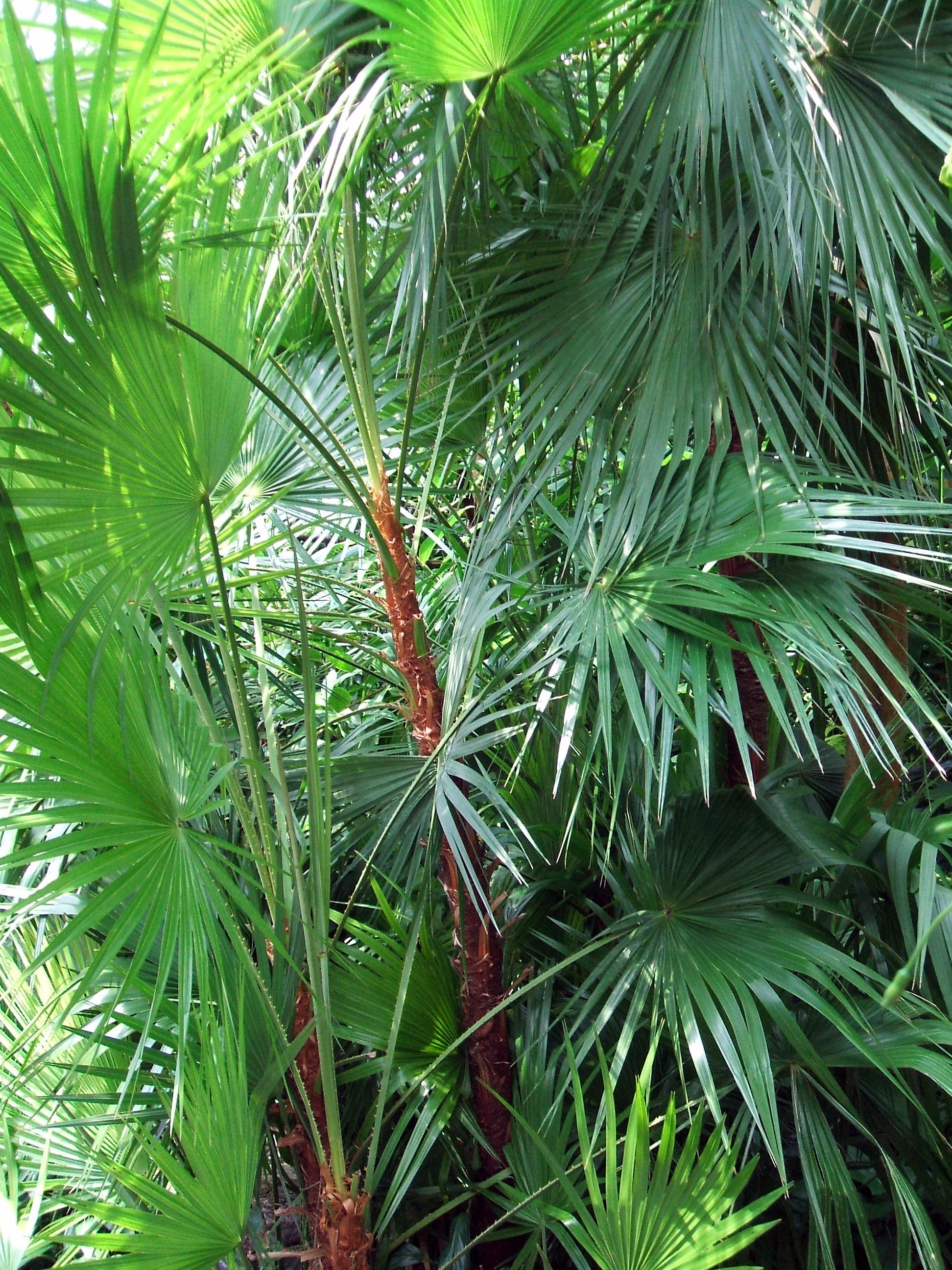
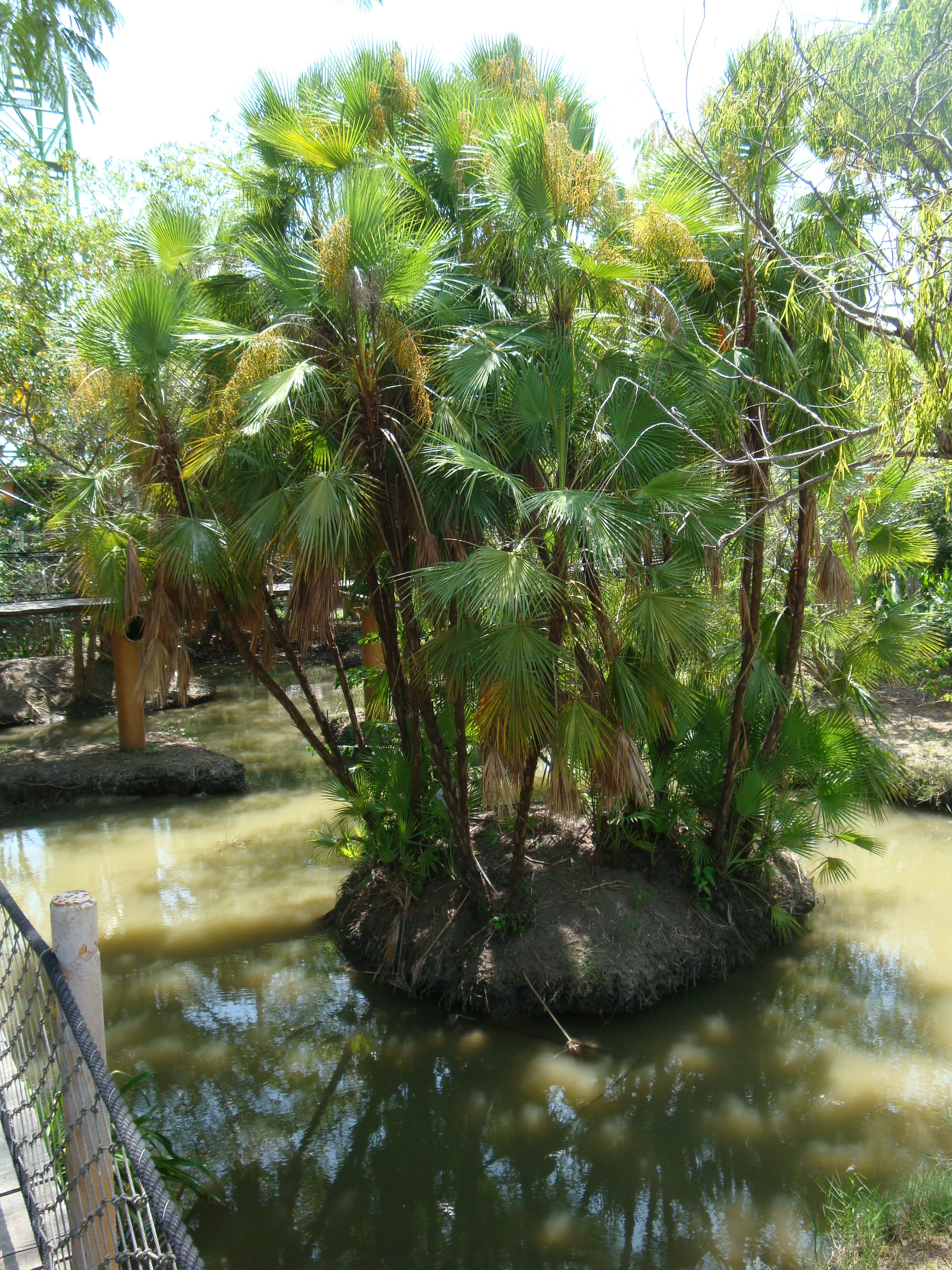
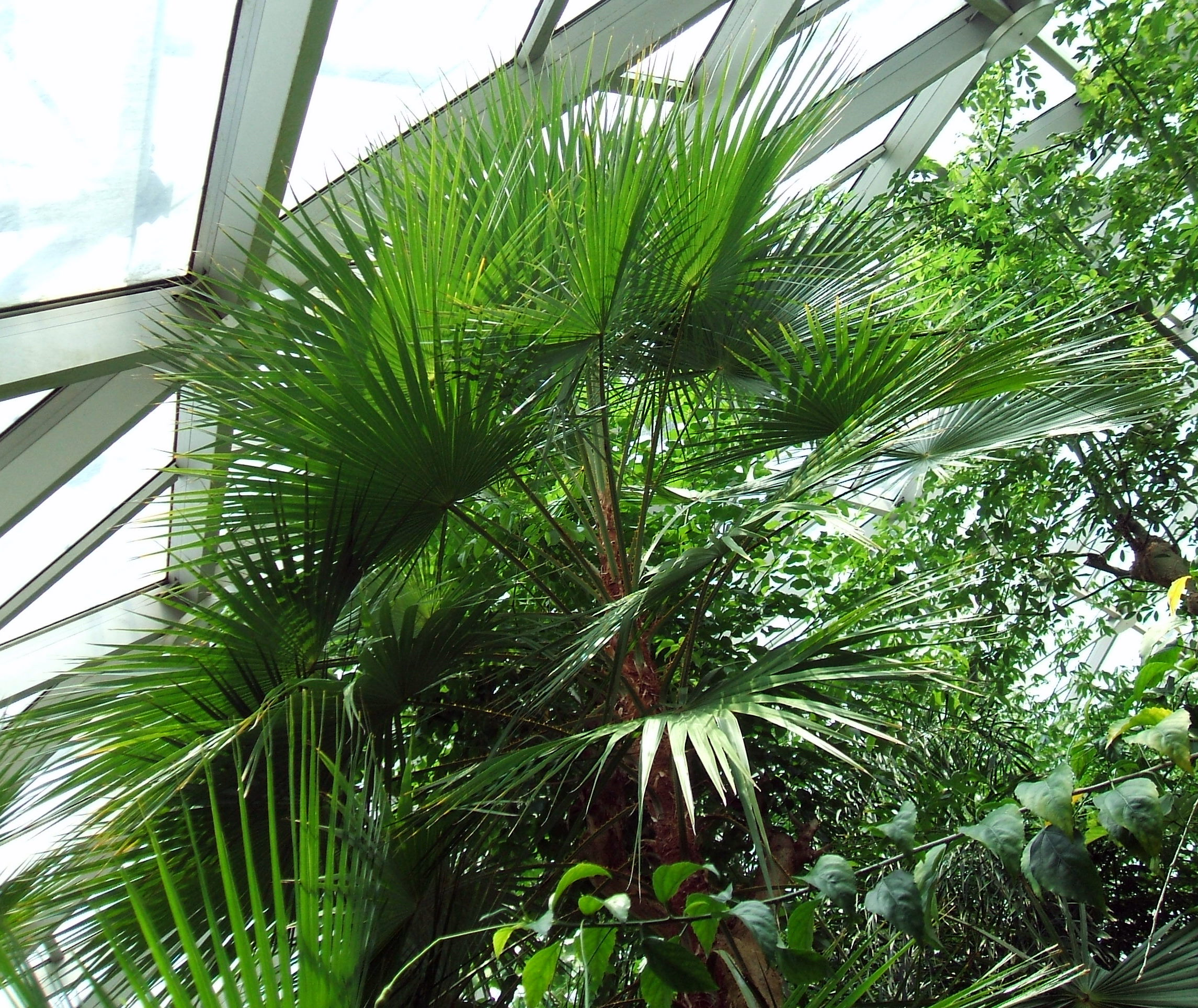
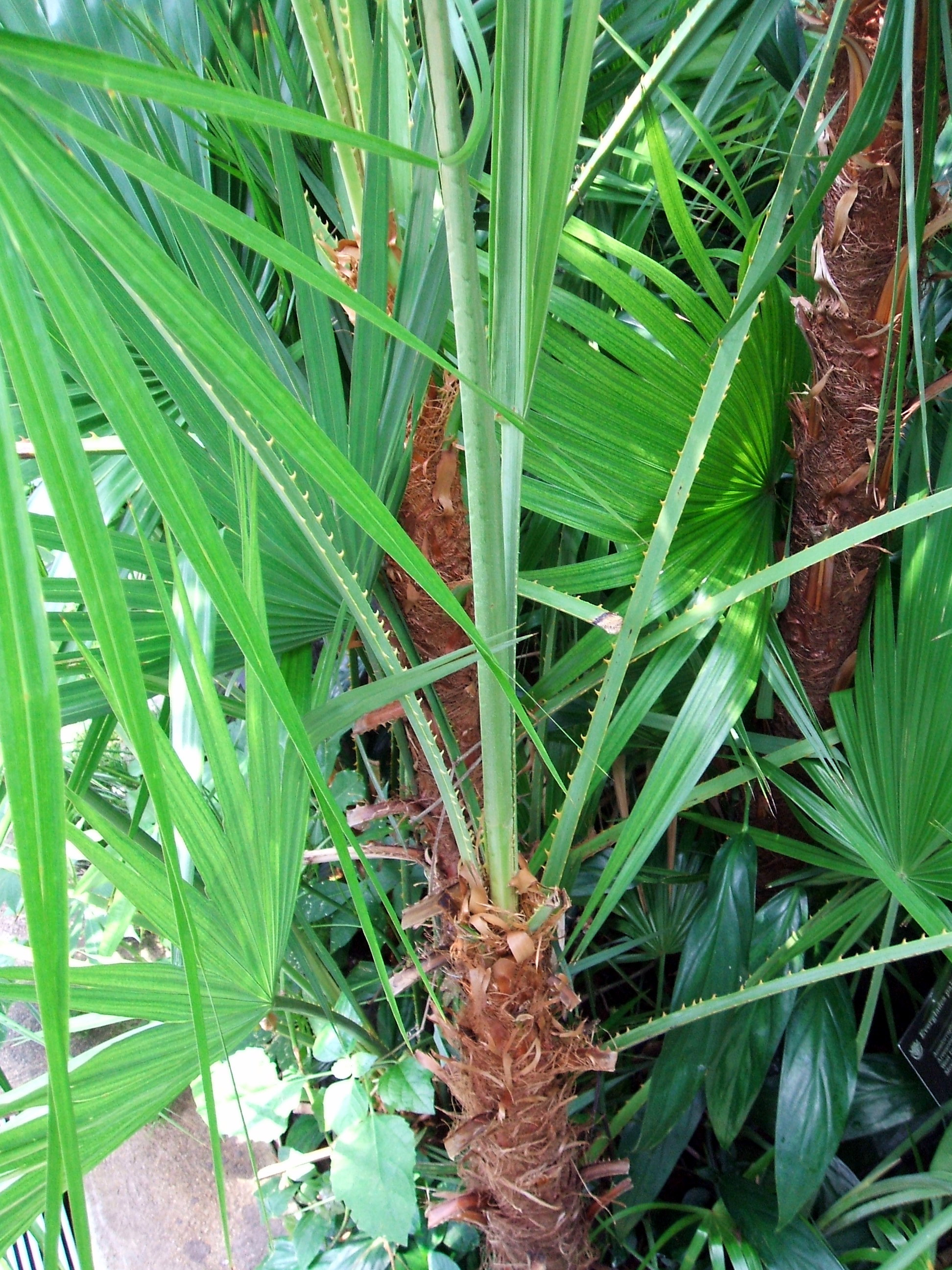